# Itálie na zimních olympijských hrách
Itálie na zimních olympijských hrách startuje od roku 1924. Toto je přehled účastí, medailového zisku a vlajkonošů na dané sportovní události.

## Účast na Zimních olympijských hrách
| Dějiště ZOH                 | ZOH      | Vlajkonoš               | Zlatá medaile | Stříbrná medaile | Bronzová medaile | Celkem |
| --------------------------- | -------- | ----------------------- | ------------- | ---------------- | ---------------- | ------ |
| 1924 Chamonix               | ZOH 1924 | Leonardo Bonzi          |               |                  |                  | 0      |
| 1928 Svatý Mořic            | ZOH 1928 | Ferdinando Glück        |               |                  |                  | 0      |
| 1932 Lake Placid            | ZOH 1932 | Erminio Sertorelli      |               |                  |                  | 0      |
| 1936 Garmisch-Partenkirchen | ZOH 1936 | Adriano Guarnieri       |               |                  |                  | 0      |
| 1948 Svatý Mořic            | ZOH 1948 | Vittorio Chierroni      | 1             |                  |                  | 1      |
| 1952 Oslo                   | ZOH 1952 | Maria Grazia Marchelli  | 1             |                  | 1                | 2      |
| 1956 Cortina d'Ampezzo      | ZOH 1956 | Nilo Zandanel           | 1             | 2                |                  | 3      |
| 1960 Squaw Valley           | ZOH 1960 | Bruno Alberti           |               |                  | 1                | 1      |
| 1964 Innsbruck              | ZOH 1964 | Eugenio Monti           |               | 1                | 3                | 4      |
| 1968 Grenoble               | ZOH 1968 | Clotilde Fasolis        | 4             |                  |                  | 4      |
| 1972 Sapporo                | ZOH 1972 | Luciano De Paolis       | 2             | 2                | 1                | 5      |
| 1976 Innsbruck              | ZOH 1976 | Gustav Thöni            | 1             | 2                | 1                | 4      |
| 1980 Lake Placid            | ZOH 1980 | Gustav Thöni            |               | 2                |                  | 2      |
| 1984 Sarajevo               | ZOH 1984 | Paul Hildgartner        | 2             |                  |                  | 2      |
| 1988 Calgary                | ZOH 1988 | Paul Hildgartner        | 2             | 1                | 2                | 5      |
| 1992 Albertville            | ZOH 1992 | Alberto Tomba           | 4             | 6                | 4                | 14     |
| 1994 Lillehammer            | ZOH 1994 | Deborah Compagnoniová   | 7             | 5                | 8                | 20     |
| 1998 Nagano                 | ZOH 1998 | Gerda Weissensteinerová | 2             | 6                | 2                | 10     |
| 2002 Salt Lake City         | ZOH 2002 | Isolde Kostnerová       | 4             | 4                | 5                | 13     |
| 2006 Turín                  | ZOH 2006 | Carolina Kostnerová     | 5             |                  | 6                | 11     |
| 2010 Vancouver              | ZOH 2010 | Giorgio Di Centa        | 1             | 1                | 3                | 5      |
| 2014 Soči                   | ZOH 2014 | Armin Zöggeler          |               | 2                | 6                | 8      |
| 2018 Pchjongčchang          | ZOH 2018 | Arianna Fontanaová      | 3             | 2                | 5                | 10     |
| 2022 Peking                 | ZOH 2022 | Michela Moioliová       | 2             | 7                | 8                | 17     |
| 2026 Milán                  | ZOH 2026 |                         |               |                  |                  |        |
| Celkem                      | 24       |                         | 42            | 43               | 56               | 141    |
| Zdroj na Olympedia.org      |          |                         |               |                  |                  |        |